# Mahatma Gandhi National Rural Employment Guarantee Act
De Mahatma Gandhi National Rural Employment Guarantee Act (MNREGA) is een werkgelegenheids- of werkzekerheidsprogramma van de Indiase overheid, aangenomen op 25 augustus 2005. Het programma biedt een wettelijke garantie van honderd dagen werkgelegenheid per financieel jaar voor alle volwassen leden van huishoudens op het platteland die bereid zijn om ongeschoold werk in de openbare sector aan te nemen tegen het wettelijke minimumloon van 100 roepie per dag.